# Varanops
Varanops fue un género de pelicosaurios sinápsidos de la familia Varanopidae. Tenían alrededor de 1 metro de longitud y vivía en Norteamérica durante la segunda parte del Pérmico. Fue uno de los últimos pelicosaurios supervivientes, puesto que la mayoría de los pelicosaurios habían desaparecido para el Pérmico Medio. Varanops se extinguió a principios del Pérmico Tardío (hace 260 millones de años) junto con los varanopidos relacionados debido a la competencia con los diapsidos y terápsidos.
En un gran esqueleto articulado de varanops proveniente del Pérmico Temprano se evidenciaron numerosos marcas de dentelladas, indicando que el cadáver fue consumido por un tetrápodo carroñero. Este tetrápodo fue identificado como un temnospondilo, probablemente un disorofoideo, confirmado por la anatomía dental y la notable preservación de un diente roto incrustado en el antebrazo del Varanops. Esta prueba constituye la prueba más antigua conocida de actividad de carroñeros en los vertebrados terrestres.

## Galería

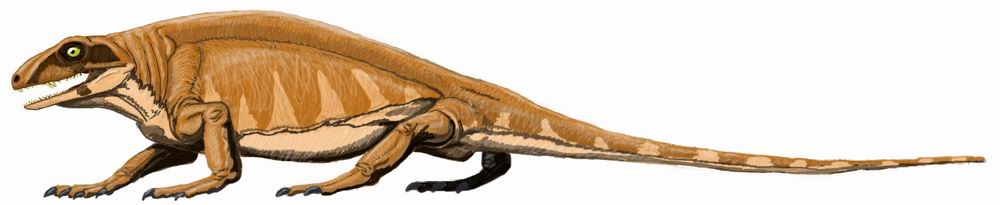
V. brevirostris